# Польские лагеря смерти

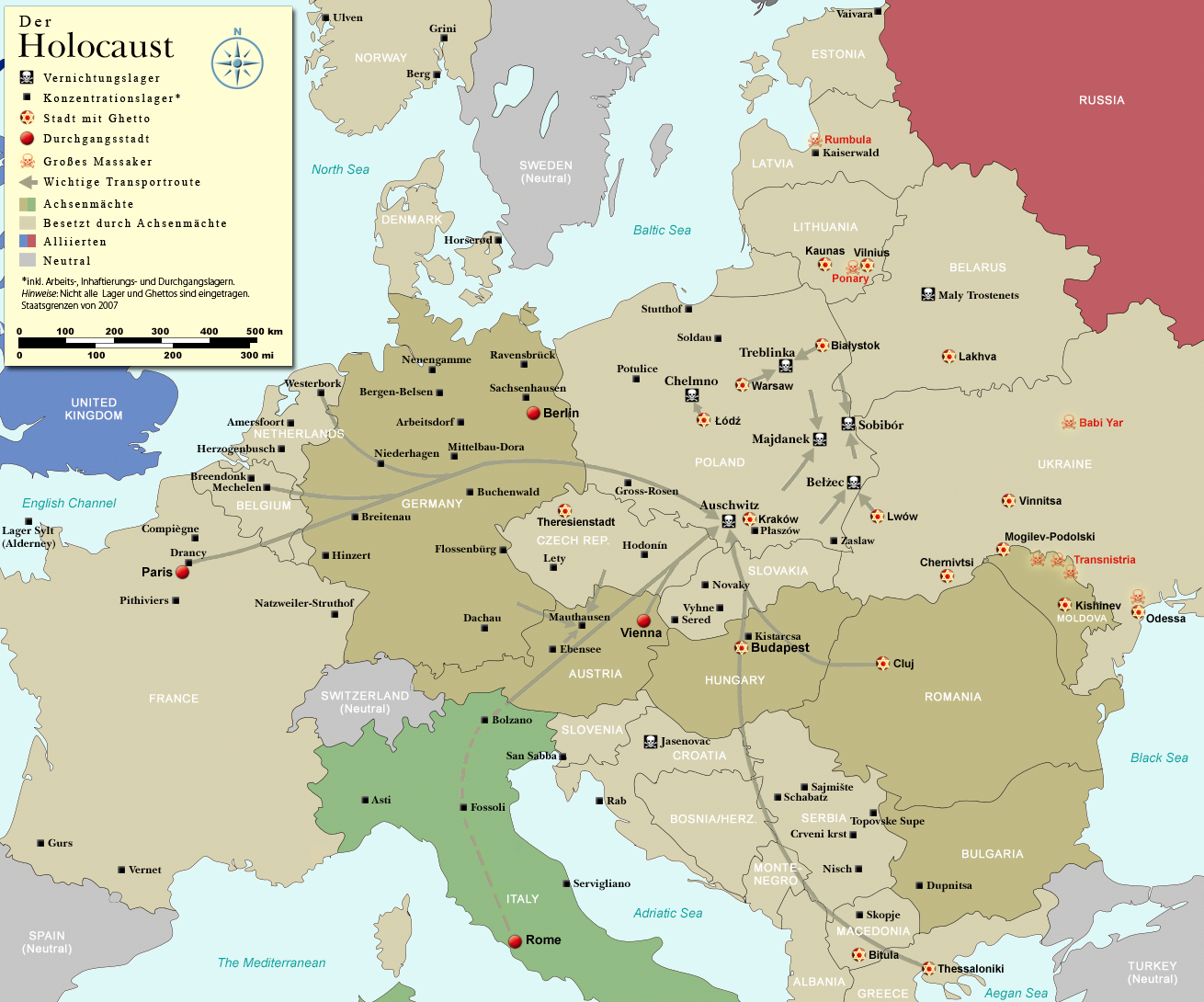
В течение Второй мировой войны немецкие концентрационные лагеря находились во многих европейских странах, включая Польшу, Германию, Австрию, Чехословакию, Белоруссию, Францию, Данию, Бельгию, Нидерланды, Италию, Латвию, Литву, Эстонию, Норвегию, Венгрию, Сербию, Хорватию, Словению, Болгарию и Македонию; однако лагеря смерти во время «Операции Рейнхард» были построены нацистами исключительно на территории оккупированной Польши по соображениям логистики

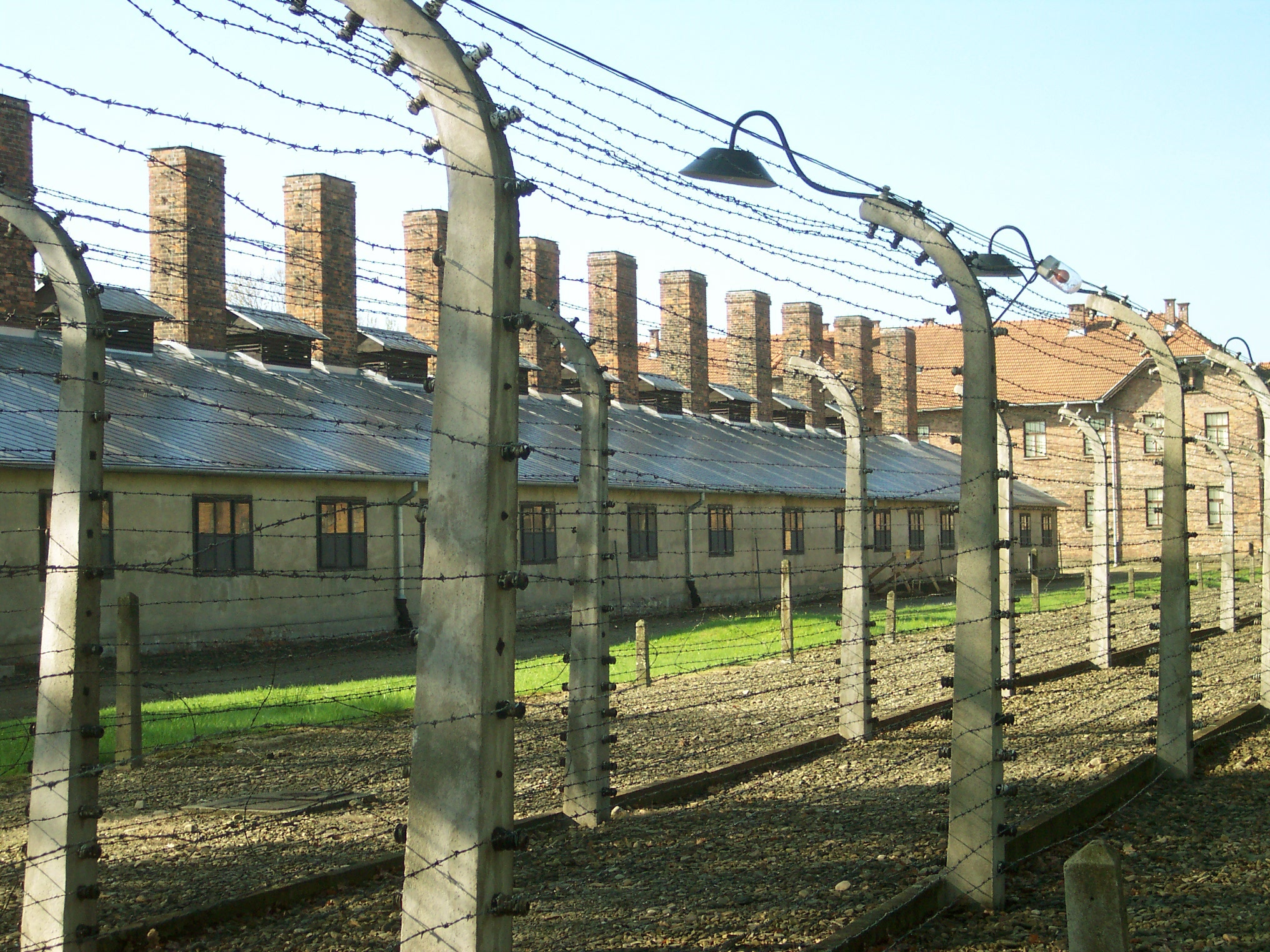
Аушвиц, нацистский концлагерь, построенный на бывшей польской территории, аннексированной Третьим рейхом

«Польские лагеря смерти» и «польские концентрационные лагеря» — термины, используемые некоторыми СМИ и общественными деятелями по отношению к концентрационным лагерям, построенным и управлявшимся властями Третьего рейха в Генерал-губернаторстве и других частях оккупированной Польши во время Холокоста. В 2005 году министр иностранных дел Польши Адам Даниэль Ротфельд, чьи родители погибли от рук нацистов в 1943 году, заявил, что использование такого выражения является оскорбительным, и предположил, что оно, умышленно или неумышленно, переносит ответственность за постройку концлагерей с немецкого народа на польский. Использование этих терминов осуждается правительствами Польши и Израиля, а также организациями польских и еврейских диаспор, таких как Комитет американских евреев.

## Исторический контекст
После вторжения Германии в Польшу, в отличие от большинства европейских стран, находившихся под оккупацией, где немцы искали и нашли идейных коллаборационистов среди местного населения, на территории оккупированной Польши не было никакого сотрудничества между оккупационной администрацией и населением ни на политическом, ни на экономическом уровне. Польша никогда формально не капитулировала перед Германией и имела своё правительство в изгнании вместе с вооружёнными силами, сражавшимися за рубежом. Историки сходятся во мнении о том, что какого-либо значительного коллаборационистского движения в Польше не существовало, в отличие от других оккупированных государств.
Польское правительство и администрация, сформированные до войны, были частично эвакуированы во Францию и Великобританию в 1939 году и продолжали борьбу с Германией, польские вооружённые силы также были формально переформированы. Правительство находилось в Париже (до 1940), затем — в Лондоне, и было представлено на оккупированных территориях обширными структурами Польского подпольного государства и его вооружёнными формированиями под названием Армия Крайова. Армия Крайова была основной частью польского движения Сопротивления, которое было самым многочисленным в Европе и вступало в многочисленные столкновения с оккупантами.
Значительная часть бывшей территории Польши была аннексирована Третьим рейхом, в то время как на остальных землях было сформировано Генерал-губернаторство, чья администрация полностью состояла из немцев. Генерал-губернаторство не получило признания со стороны международного сообщества. Это образование не было основано с целью создания польского государства в рамках европейского пространства, где бы доминировала Германия. Этническим полякам не предоставлялось гражданство Рейха. Заявления нацистов о том, что польская государственность прекратила своё существование, были ложью, поскольку законодательные и исполнительные органы Польши, вместе с её конституцией продолжали действовать по форме и по сути на всём протяжении оккупации.

## Попытки смягчить ответственность Германии за развязывание мировой войны
После падения нацистского режима старые союзы военного времени прекратили своё существование, началась холодная война. Многочисленные военные преступники, находясь под протекцией канцлера Конрада Адэнаура, вступили в местные контрразведывательные организации с целью выслеживания советских агентов в западных оккупационных зонах. США, например, пользовались услугами Рейнхарда Гелена, бывшего генерала вермахта. Западно-германская разведка сформировала Агентство 114 (нем. Dienststelle 114), которое стало частью Организации Гелена, возглавляемой Альфредом Бенцингером (в прошлом — Abwehrpolizei). Бенцингер в 1956 году начал кампанию в СМИ, чтобы попытаться оправдать нацистские преступления. В частности, стало принято использовать фразу «польские концлагеря», чтобы часть ответственности за геноцид переложить с немцев на поляков, несмотря на противоречащие этому факты. Такой приём является классическим примером языкового манипулирования.
В самом разгаре холодной войны секретное Агентство 114 было объединено с БНД, преемником Организации Гелена. Управление находилось в городе Карлсруэ, и в здании, в целях конспирации, якобы располагался офис компании «Zimmerle & Co.», специализировавшейся на установке жалюзи. Помимо контр-разведывательной деятельности, агентство также занималось слежкой за местными левыми активистами и пацифистами. Альфред Бенцингер, бывший офицер секретной нацистской военной полиции «Geheime Feldpolizei» остался во главе подразделения. Помимо него, в агентстве служили Конрад Фибих и Вальтер Куррек, которые в прошлом также были нацистами. И именно Бенцингер координировал действия по продвижению термина «польские концентрационные лагеря» в средствах массовой информации. Примечательно, что анти-польскую точку зрения в этом вопросе разделяют некоторые общественные деятели, включая Джона Мэнна, бывшего члена парламента от Лейбористской партии и лауреата премии Яна Карского. В одном из своих интервью с газетой «Jewish Chronicle» он заявил, что именно поляки начали Холокост, и мнение о том, что Польша была жертвой, есть не что иное, как «ревизионистский уклон», схожий с тем, что набирает обороты в Литве и Латвии.

## Использование и реакции

Лагерная повязка из Аушвица с буквой «P», которую были обязаны носить польские заключённые

Самые ранние появления в прессе термина «польские лагеря смерти» относятся ко временам Второй мировой войны, но только в качестве географического обозначения: например, в статье, написанной бойцом польского Сопротивления Яном Карским и опубликованной в газете «Collier’s Weekly», сама статья была озаглавлена как «Польский лагерь смерти». Схожие случаи использования этого двусмысленного выражения можно найти и в архивах 1945 года таких журналов как Contemporary Jewish Record The Jewish Veteran, The Palestine Yearbook and Israeli Annual,, а также в работе 1947 года Beyond the Last Path венгерского еврея и бойца бельгийского Сопротивления, который называл Аушвиц (Освенцим) «польским концлагерем».
Со временем многие СМИ, за исключением польских, а также различные общественные деятели, говоря о политике геноцида, проводимой нацистами в Польше, использовали такие фразы, как «польский концентрационный лагерь», «польское гетто», «польский Холокост», «нацистская Польша», вместо того, чтобы говорить «нацистская Германия», «немецкий геноцид евреев» и т. д.
Сегодня под словосочетанием «польский лагерь смерти» в основном подразумевают такие нацистские концлагеря (то есть лагеря смерти СС), как Освенцим, Треблинка, Майданек, Хелмно, Белжец и Собибор, что были построены в оккупированной Польше. Однако два упомянутых лагеря (Освенцим и Хелмно) находились на территории, аннексированной Германией (немцы сами считали эти земли неотъемлемой частью Германии), к тому же большинство нацистских концлагерей находились на территории Германии. Согласно полному списку концлагерей, составленному в 1967 году Министерством юстиции Германии, около 1200 лагерей и вспомогательных лагерей было построено в оккупированных странах.
Противники использования этих терминов утверждают, что эти выражения неточны, поскольку могут подразумевать, что ответственность за функционирование лагерей, находившиеся на территории оккупированной Польши, лежит на плечах самих поляков, в то время как на самом деле они были спроектированы, сконструированы и управляемы нацистами с целью уничтожения миллионов поляков, польских евреев и евреев, доставленных туда из других стран Европы.
Использование подобных терминов осуждается польским правительством и организациями польских диаспор по всему миру. Польский МИД занимается мониторингом за использованием этих выражений и требует уточнений и извинений. В 2005 году польский министр иностранных дел Адам Даниэль Ротфельд сделал заявление о том, что эти случаи использования есть примеры «недоброй воли, и говоря это под предлогом того, что это „всего лишь географическое обозначение“, делаются попытки исказить историю и скрыть правду». Добавление прилагательного «польский» тогда, когда речь идёт о концентрационных лагерях или гетто, находившихся на территории оккупированной Польши, или о мировом Холокосте в целом, может намекать, зачастую ненамеренно и всегда вопреки фактам, о том, что зверства, о которых идёт речь, были совершены поляками, или о том, что поляки были активными пособниками нацистов во времена войны.
В 2008 году из-за продолжавшегося использования прилагательного «польский» по отношению к совершённым злодеяниям и лагерям, построенным и управляемыми под руководством нацистского режима в Германии, председатель польского Института национальной памяти (ИНП) опубликовал письмо, в котором обращался к муниципальным администрациям с просьбой добавить слово «немецкий» перед прилагательным «нацистский» на всех монументах и мемориальных досках, посвящённых жертвам нацистской Германии. По словам представителя ИНП, в то время как в Польше понятие «нацистский» прочно соединено с Германией, в других странах мира ситуация обстоит по-другому, и такое уточнение поможет избежать неправильного понимания немецкой ответственности за преступления против человечества, совершённые в разорённой войной Польше. На данный момент некоторые места мученичества уже были обновлены. В дополнение к этому, ИНП потребовал, чтобы преступления, совершённые Советским Союзом, также были хорошо задокументированы и им было уделено большее внимание.
Комитет американских евреев выступал против использования этой фразы:

Аушвиц-Биркенау и другие лагеря смерти, включая Белжец, Хельмно, Майданек, Собибор и Треблинка, были спроектированы, построены и задействованы нацистской Германией и её союзниками. Лагеря находились на территории оккупированной немцами Польши, европейской страны с самым большим числом евреев, однако они никоим образом не являлись «польскими лагерями». Это не вопрос семантики. Речь идёт об исторической точности.
Правительство Израиля также осуждает тех, кто использует это выражение.
Обеспокоенность по поводу использования этого термина подтолкнуло польское правительство к тому, чтобы потребовать у ЮНЕСКО смены официального названия Аушвица с «концентрационный лагерь Аушвиц» на «бывший концентрационный лагерь нацистской Германии Аушвиц-Биркенау» для того, чтобы окончательно прояснить тот факт, что концлагерь был построен и управляем нацистами. 28 июня 2007 года на конференции в городе Крайстчерч, Новая Зеландия, Комитет всемирного наследия ЮНЕСКО сменил название лагеря на «Аушвиц-Биркенау. Концентрационный лагерь нацистской Германии (1940—1945)». Раннее некоторые СМИ, включая газету Der Spiegel в Германии, называли лагерь «польским» The New York Times также чаще называет концлагерь «польским», а не «немецким»..
Примером конфликта из-за использования этой фразы является инцидент, произошедший 30 апреля 2004 года, когда на канадском телеканале CTV News был репортаж о «польском лагере в Треблинке». Польское посольство в Канаде выразило протест этому каналу. Однако Роберт Хёрст, директор CTV, утверждал, что понятие «польский» используется во всей Северной Америке в географическом смысле, и отказался давать уточнения. Затем польский посол в Оттаве направил жалобу к группе специалистов регионоведения Канадского Совета по стандартам телевещания. Совет не принял точку зрения Хёрста и постановил, что слово «„польский“, подобно таким прилагательным, как „английский“, „французский“ и „немецкий“ — имеет смысл, который абсолютно ясно выходит за рамки географического контекста. Его использование по отношению к нацистским концлагерям является обманчивым и неподобающим».
Польская газета Rzeczpospolita порицала различные мировые СМИ из-за использования этого термина, включая в том числе израильскую газету Haaretz, которую также обвиняли в отрицании Холокоста. Однако в статьях всех этих зарубежных СМИ, которые были подвергнуты критике польской газетой, чётко утверждалось, что виновниками были немцы, и нигде не говорилось, что лагеря были построены Польшей.
Некорректная фраза «польские концлагеря» используется в некоторых школьных учебниках за пределами Польши в качестве обозначения концлагерей Германии, построенных на оккупированной польской территории. Между тем, называть немецкие концлагеря на польской территории польскими всё равно, что американскую базу на территории Гренландии называть гренландской.
23 декабря 2009 года Тимоти Гартон Эш, в статье, опубликованной в The Guardian, писал следующее:

Просматривая немецкий телерепортаж о суде над Иваном Демьянюком несколько недель назад, я был крайне поражён, когда услышал, что диктор назвал его охранником «польского концлагеря Собибор». Что это за времена настали, когда один из главных немецких телеканалов допускает называть нацистские концлагеря «польскими»? Как я могу судить по своему опыту, автоматическое приравнивание Польши к католицизму, национализму и антисемитизму, а отсюда — ассоциация с участием в осуществлении Холокоста — всё это ещё широко распространено. Эти общественные стереотипы не делают чести исторической науке.
 В 2009 году Збигниев Осевский, внук заключённого концлагеря Штуттгоф, объявил о том, что подаёт в суд на Axel Springer AG за то, что они назвали Майданек «бывшим польским концентрационным лагерем» в одной из своих статей, опубликованной в ноябре 2008 года в немецкой газете Die Welt. Дело было рассмотрено в суде в 2012 году. В 2010 году Польско-американское объединение имени Костюшко подало петицию с требованием, чтобы четыре наиболее крупные новостные агентства США одобрили использование термина «немецкие концлагеря на территории оккупированной нацистами Польши».
В газете The Globe and Mail от 23 сентября 2011 года также было сообщение о «польских концлагерях». Член парламента Канады Тед Опитц и министр гражданства и иммиграции Джейсон Кенни поддержали протесты польской стороны.
В мае 2012 года президент США Барак Обама в своей речи упомянул «польский лагерь смерти» во время посмертного награждения Яна Карского Президентской медалью Свободы. После жалоб со стороны поляков, включая польского министра иностранных дел, Радослава Сикорского, и Алекса Сторожиньского, председателя Объединения Костюшко, представитель администрации Обамы пояснил, что президент оговорился и имел в виду нацистские лагеря смерти в оккупированной Польше.

В 2013 году Кароль Тендера, бывший узник Аушвиц-Биркенау и секретарь ассоциации бывших заключённых немецких концлагерей, подал иск на немецкую телевизионную компанию ZDF, требуя формальных извинений и 50 000 польских злотых для траты на нужды благотворительности за использование выражения «польские концентрационные лагеря».

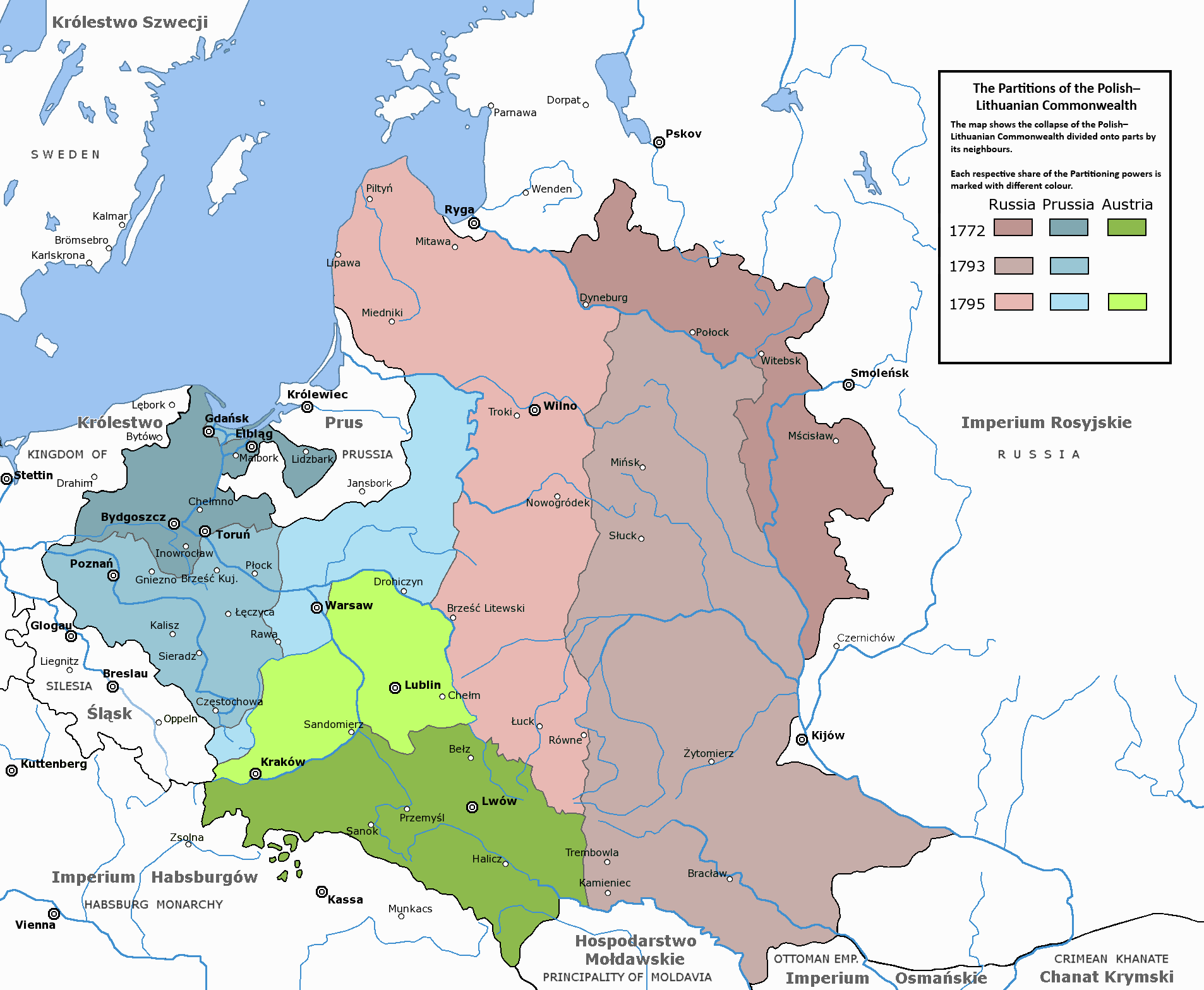
Польша в границах Речи Посполитой 1772 года и её последующие разделы
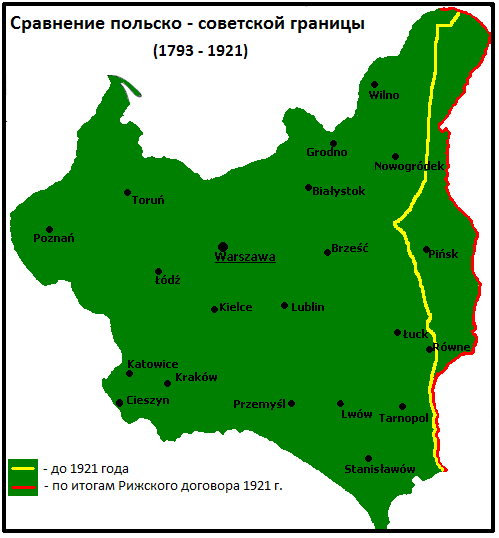
Сравнение польско-российской границы 1793 и 1921 годов
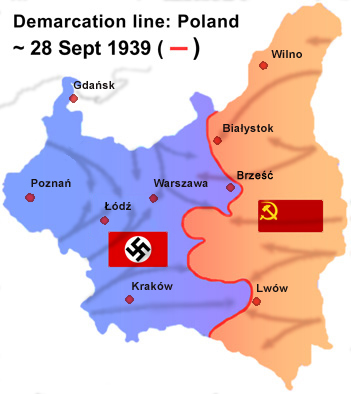
Польша в 1939 году после ввода немецких и советских войск
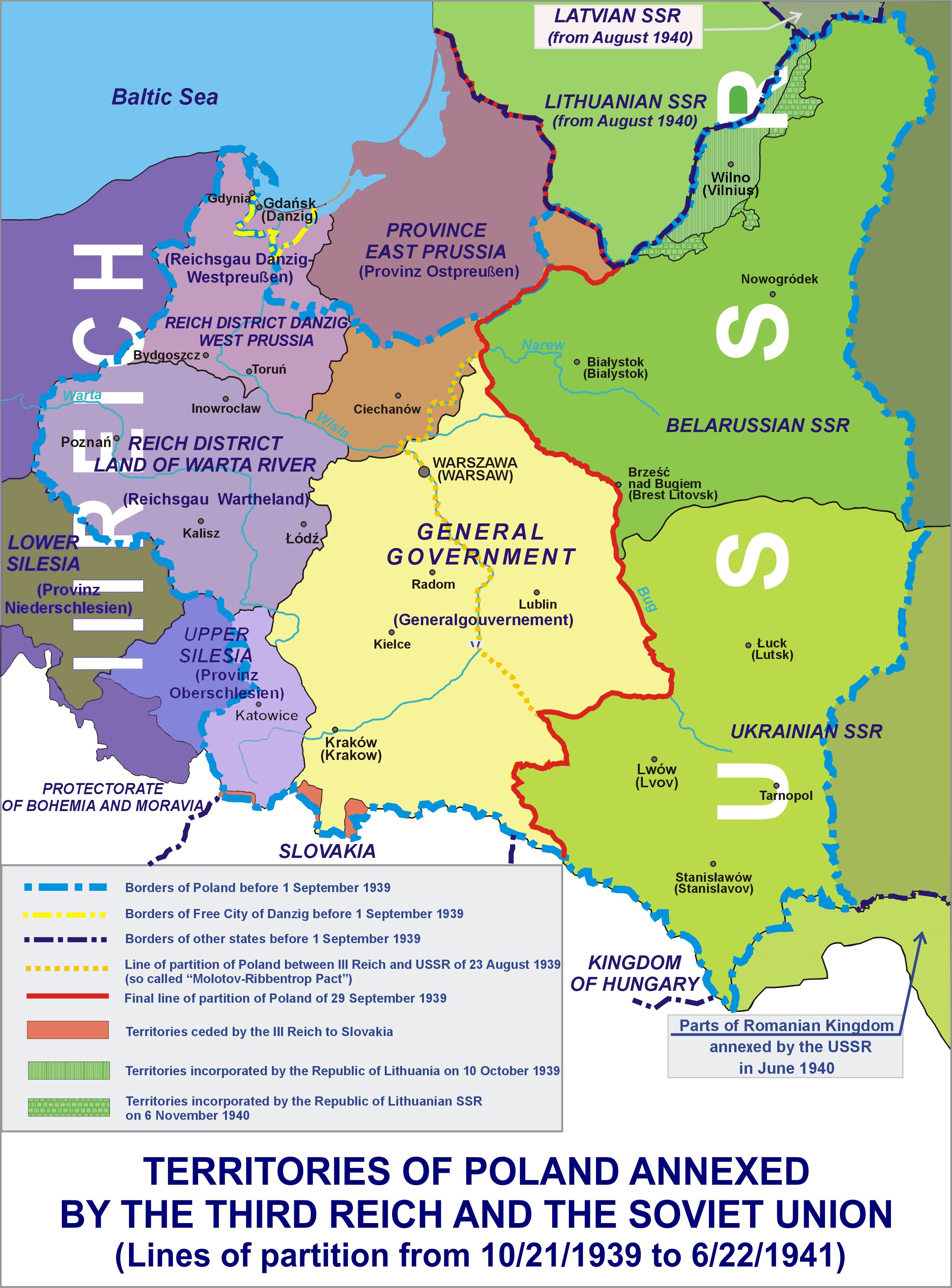
Оккупированная Польша, 1939—1941
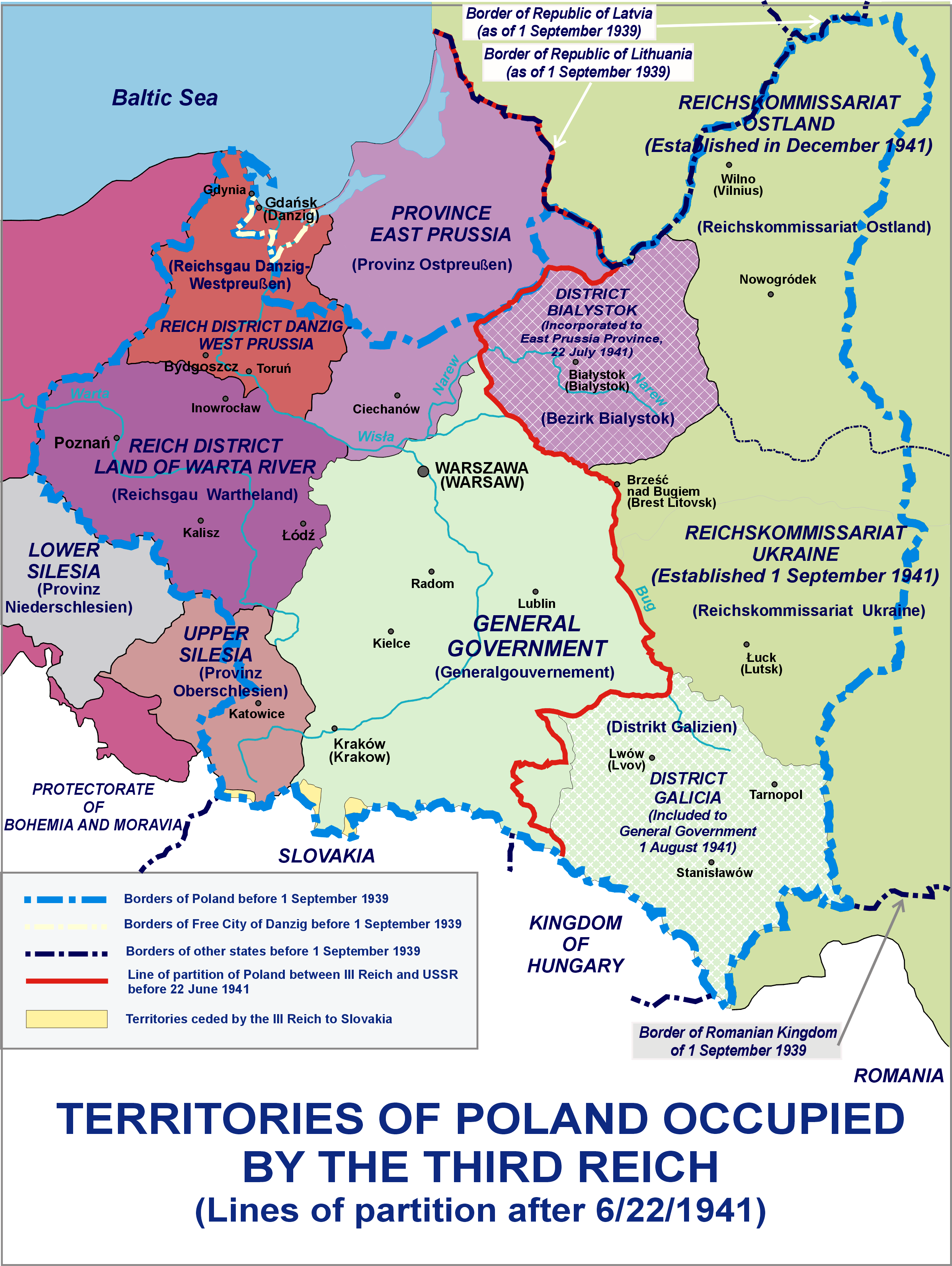
Оккупированная Польша после операции «Барбаросса», 1941
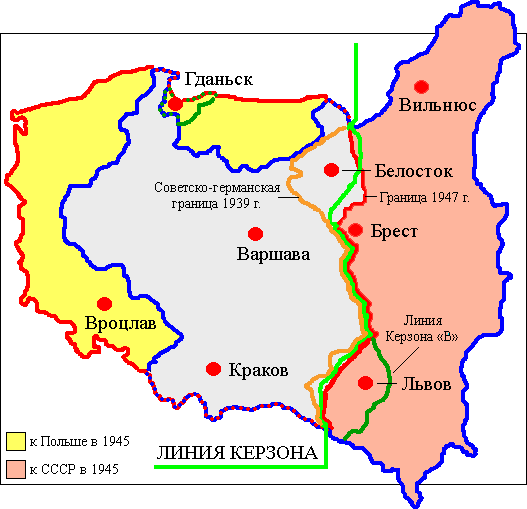
Линия Керзона (1919) и изменения территории Польши, 1945